# 艾克斯门
艾克斯门（Porte d'Aix）是法国南部城市马赛的一个凯旋门，标志过去来自普罗旺斯地区艾克斯的道路进城的入口。其古典主义设计受到罗马帝国凯旋门的启发。艾克斯门最初设想于1784年，以尊荣路易十四，并纪念结束美国独立战争的巴黎和约（1783年）。1814年至1815年波旁复辟后，该项目在1823年恢复，现在为了纪念法国远征西班牙的胜利，特别是在1823年8月31日特罗卡德罗战役中。它最终完成于1839年, 采用一个更普遍的主题：胜利。

## 历史
1660年路易十四给政治动荡的马赛带来了秩序。他的军队在13世纪的古老城墙（今艾克斯街）上炸开一个洞，介于皇家门和艾克斯门两个城门之间。随后的重建不仅包括增加军事存在，拆除旧城墙，新的皇家造船厂(Arsenal des Galères)和海防工事, 而且由商人阶层组建一个新的管理机构，负责制定扩大和美化城市的计划。早期的计划包括重建皇家门以及拆除艾克斯街尽头艾克斯广场难看的地上渡槽：原来艾克斯门由渡槽的拱门构成。城市规划提议了许多项目，其中一个是皮埃尔·普吉的提议，在艾克斯广场设立礼仪性的皇家门。
最终，在1784年马赛市决定使用出售皇家船厂所产生的利润，在艾克斯广场兴建皇家凯旋门，以尊荣路易十四，并纪念结束美国独立战争的凡尔赛条约。该项目在法国大革命和拿破仑时期被放弃。波旁复辟君主制后，该项目在1823年由马赛市长Montgrand侯爵恢复，获得路易十八的皇家特许状；这一次是为了纪念未来的国王查理十世之子昂古莱姆公爵路易·安东尼的胜利。
1825年Montgrand侯爵为其奠基，并奉献给王室。渡槽被拆毁，清理艾克斯广场。虽然主要建设工作开始于查理十世时期，但直到1839年路易-菲利普一世时期才完成；庆祝的主题也由昂古莱姆公爵的胜利，改为更普遍的主题法国的胜利。其原型可能是罗马圣道的提图斯凯旋门，但是建筑元素来自其他罗马凯旋门，如图拉真拱门和君士坦丁凯旋门。负责石雕的是意大利石匠加埃坦· 康提尼, 雕塑家朱尔斯·康提尼的父亲。观赏雕塑委托给巴黎雕塑家安托万-安德烈 Marneuf，他的灵感来自奥朗日凯旋门；浮雕委托昂热的大卫以及艾蒂安-朱尔斯·雷米。
主立面描绘弗勒吕斯战役、赫利奥波利斯之战、马伦哥战役和奥斯特利茨战役，柱廊下的浮雕描绘《召唤保卫自由》（昂热的大卫）和《胜利的英雄归来》（拉米）。八个代表美德的巨大的寓言雕像，几乎高3米。不幸的是，因为天气原因，雕像开始破损。1921年，用钢筋混凝土修补，然而在1937年六个头掉落到路上。2003年再次修复，但只保留了北立面昂热的大卫的四尊雕像。

## 照片画廊

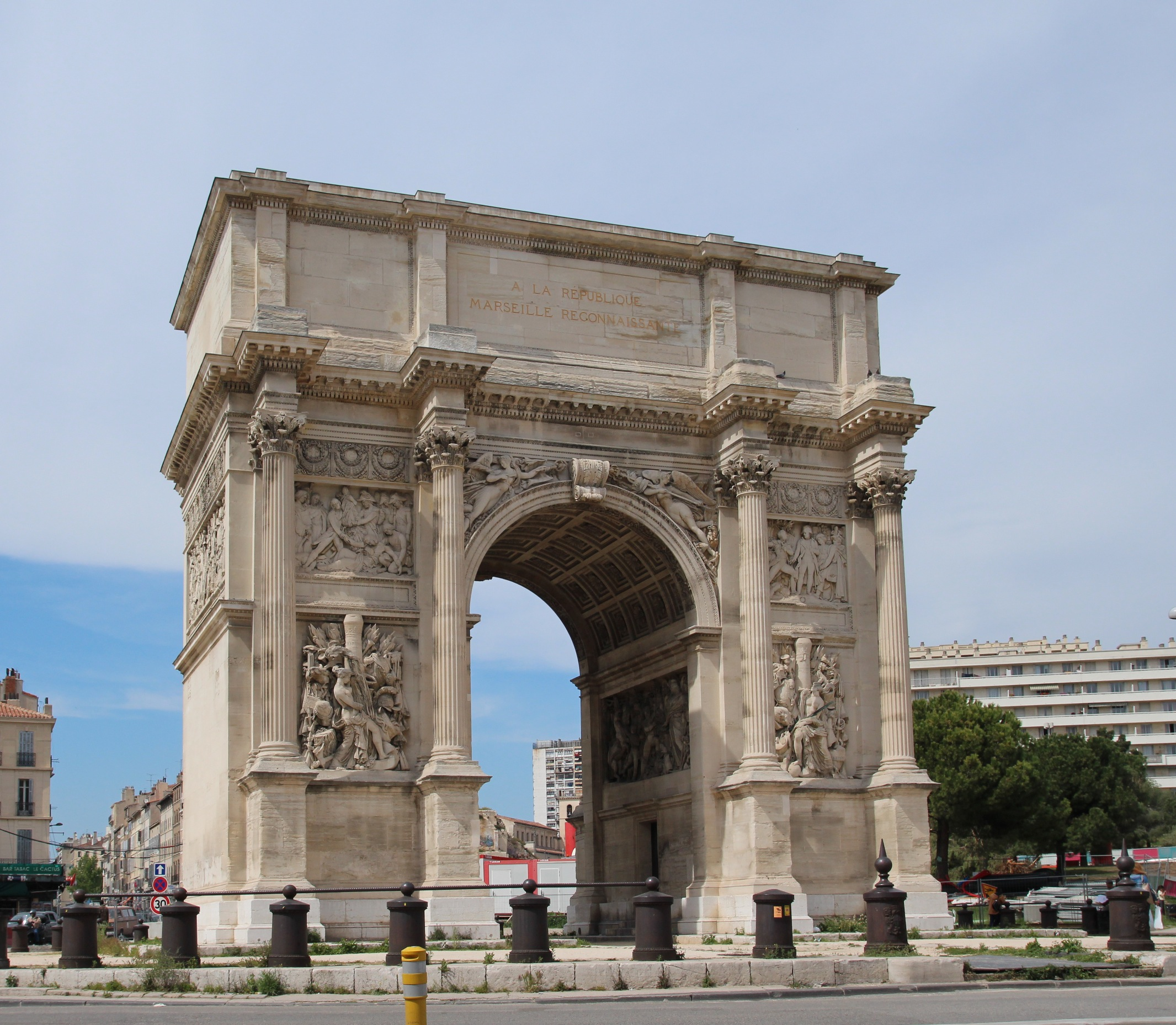
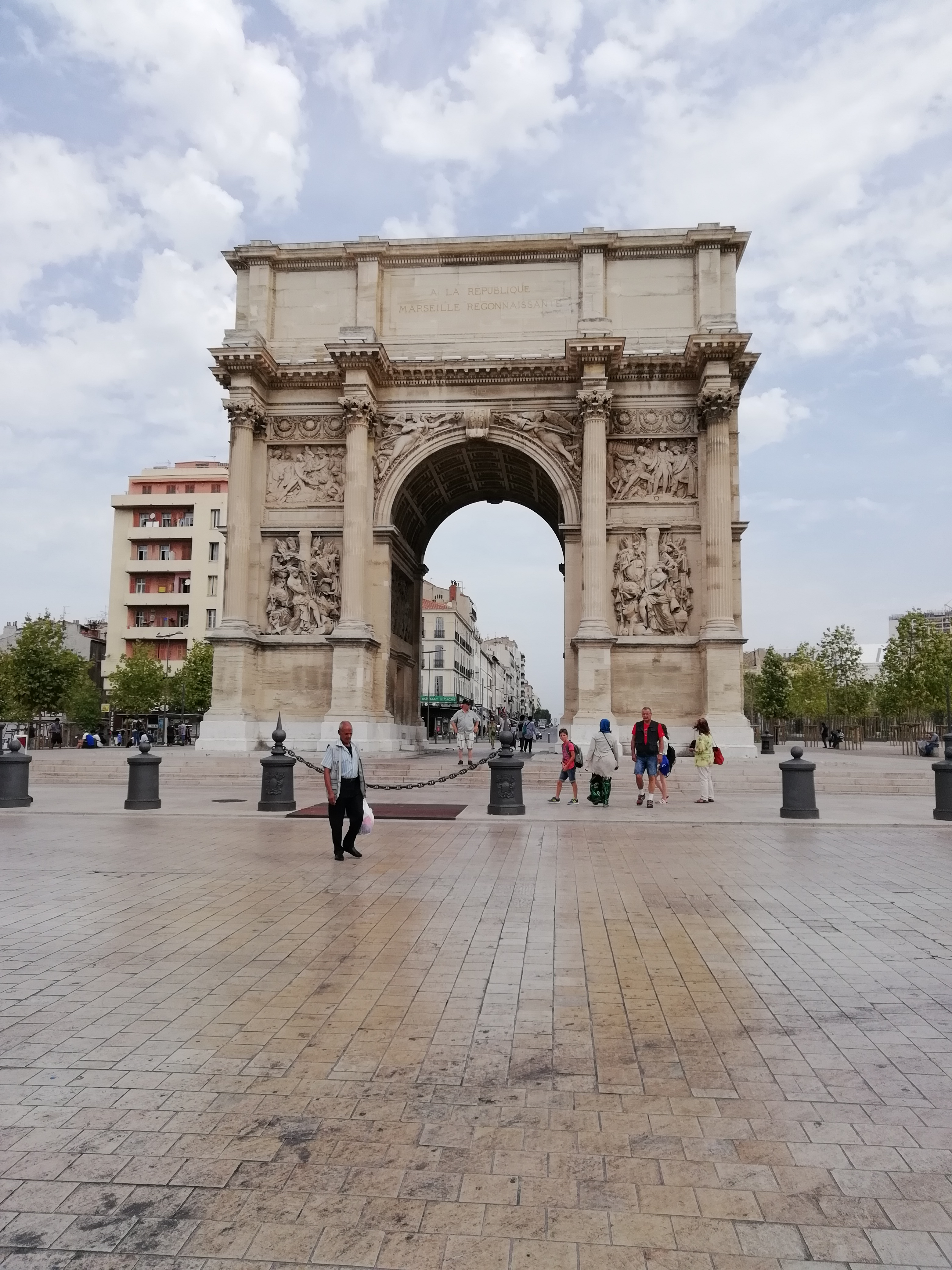
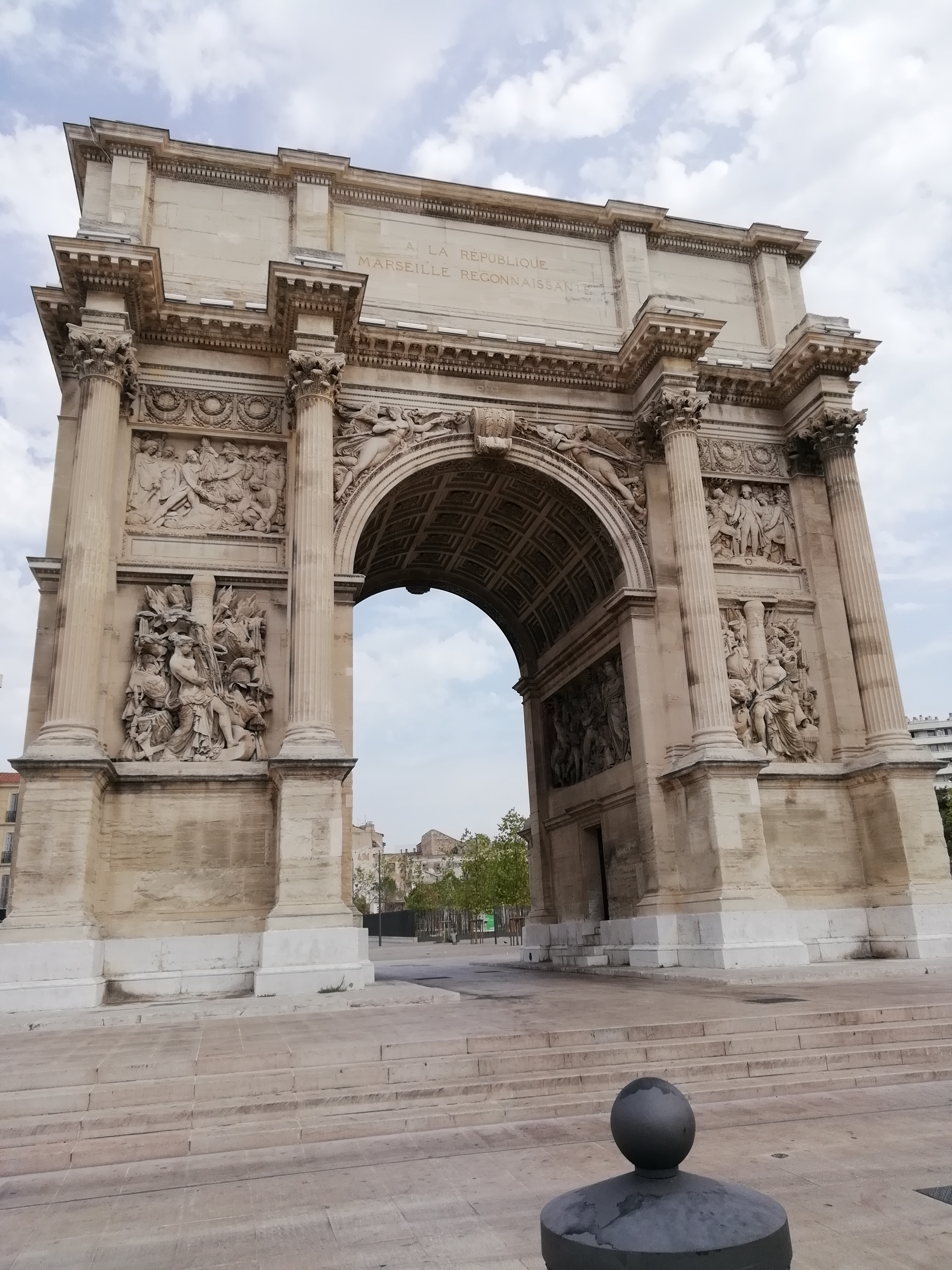